# تشنغ شو
تشنغ شو (بالصينية: 成淑) هي لاعبة كرة الريشة صينية، ولدت في 11 يوليو 1987 في نانتونغ في الصين.

## وصلات خارجية
- تشنغ شو على موقع BWF.tournamentsoftware.com (الإنجليزية)
- تشنغ شو على موقع BWFbadminton.com (الإنجليزية)
- تشنغ شو على موقع اللجنة الأولمبية الصينية (الإنجليزية)